# Elsa Zetterberg-Ström
Elsa Hertha Maria Zetterberg-Ström, född 30 januari 1870 i Stockholm, död 21 april 1939 i Stockholm, var en svensk målare och grafiker.
Hon var dotter till intendenten vid generalpoststyrelsen Ludvig Ström och Hertha Zetterberg. Hon bedrev först självstudier inom konsten och reste tillsammans med Berta Wilhelmson och Märta Norberg på en studieresa till Paris 1896. Hon studerade sedan vid Konstakademien i Stockholm 1897–1903 där hon även deltog i Axel Tallbergs etsningskurs. Hon reste till Tyskland och Italien 1906 på en kombinerad studie- och målarresa innan hon for vidare till Paris 1909 där hon fick möjlighet att studera för marinmålaren Lucien Simon och landskapsmålaren Menrad. Tillsammans med Esther Salmson och Helena Herslow ställde hon ut i Västerås 1920. Som medlem i Föreningen Svenska Konstnärinnor deltog hon i de flesta av föreningens utställningar och utställningar arrangerade av Sveriges allmänna konstförening samt konstutställningen i Helsingborg 1903 och Baltiska utställningen i Malmö. Hon var representerad vid internationella utställningar i USA, Danmark och Norge. Separat arrangerade hon endast en utställning i Stockholm 1919. Hennes konst består av mariner, stilleben och landskapstolkningar från bland annat Gotland och Strömsö.

## Signatur
- Art Signature Dictionary, Elsa Zetterberg-Ström, också välkänd som Ström-Zetterberg (1870-1939).